# Macrostylophora muyuensis
Macrostylophora muyuensis är en loppart som beskrevs av Liu Jinyuan et Wang Dunqing 1994. Macrostylophora muyuensis ingår i släktet Macrostylophora och familjen fågelloppor. Inga underarter finns listade i Catalogue of Life.